# Turati
Turati is een metrostation in de Italiaanse stad Milaan dat werd geopend op 3 mei 1990 en wordt bediend door lijn 3 van de metro van Milaan.

## Geschiedenis
In het metrobesluit van 1952 was lijn 3 opgenomen als noord-zuidlijn dwars door de historische binnenstad, in het tracébesluit besloten om de lijn in het centrum als dubbeldekstunnel te bouwen om het stratenpatroon te kunnen volgen en daarmee het werken en rijden onder panden te vermijden. De bovenste tunnel wordt gebruikt door de metro's naar het noorden, de onderste door metro's naar het zuiden. Kort na de opening van de lijn werd in beide tunnels een pendeldienst onderhouden omdat bij Duomo niet gekeerd kon worden, sinds 16 december 1990 is er sprake van een normale metrodienst.

## Ligging en inrichting
De verdeelhal ligt onder de Via Montebello haaks op de metrotunnels en is gebouwd met de open bouwput methode. Via roltrappen aan de zuidkant van de verdeelhal en een tussenverdieping wordt een tussenhal op niveau -3 bereikt. Deze tussenhal is via twee doorgangen met het bovenste perron verbonden en via een roltrap en een vaste trap ook met het onderste perron op niveau -4. Het geheel is afgwerkt volgens de vormgeving van lijn 3, met zwarte blokken op de wanden en een geel rooster als plafond. De toegangen liggen aan weerszijden van de Via Filippo Turati waar de metrotunnel onder ligt en aan de Via Principe Amedeo aan de westkant van de verdeelhal naast het Amerikaanse consulaat.

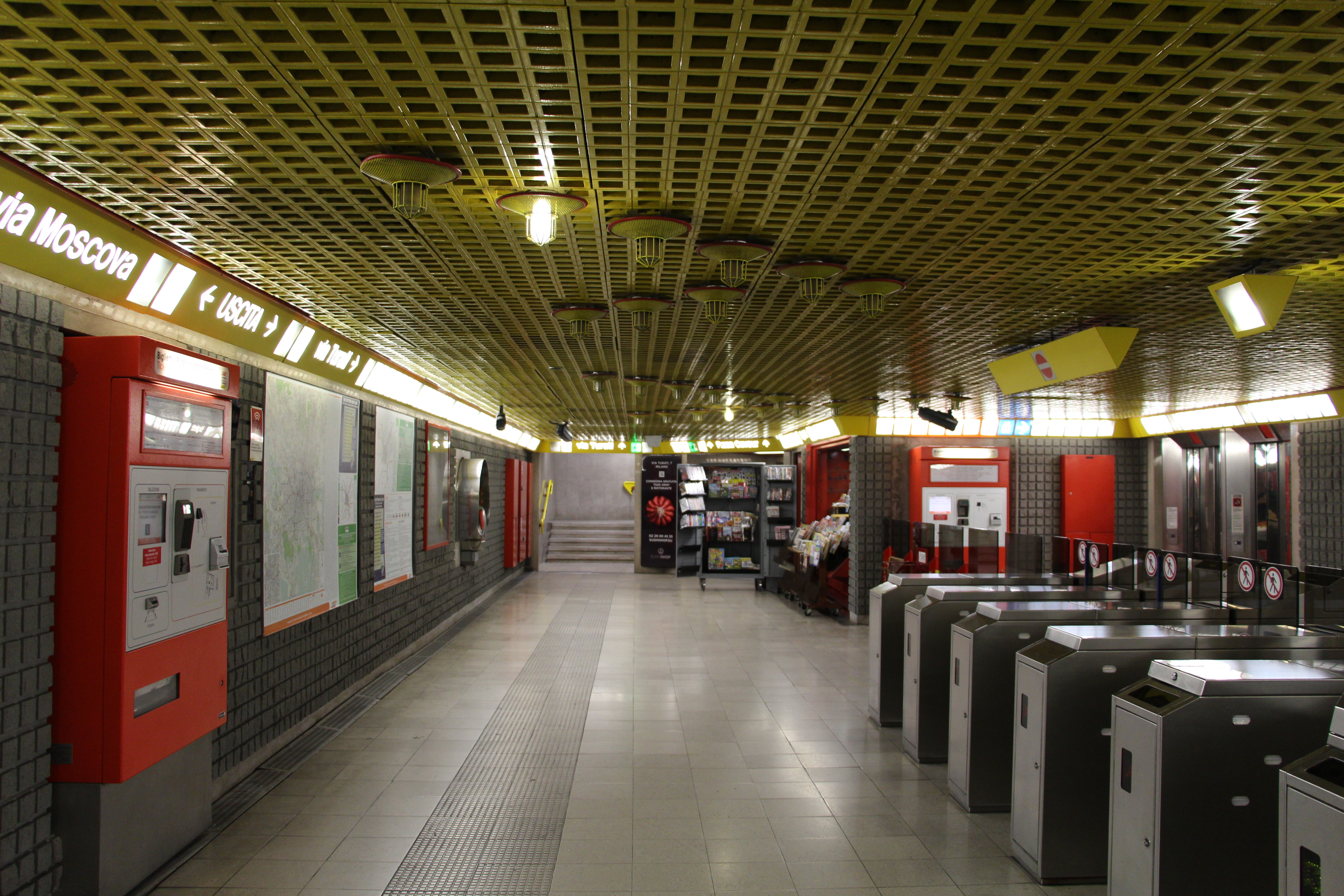
De verdeelhal gezien uit het westen
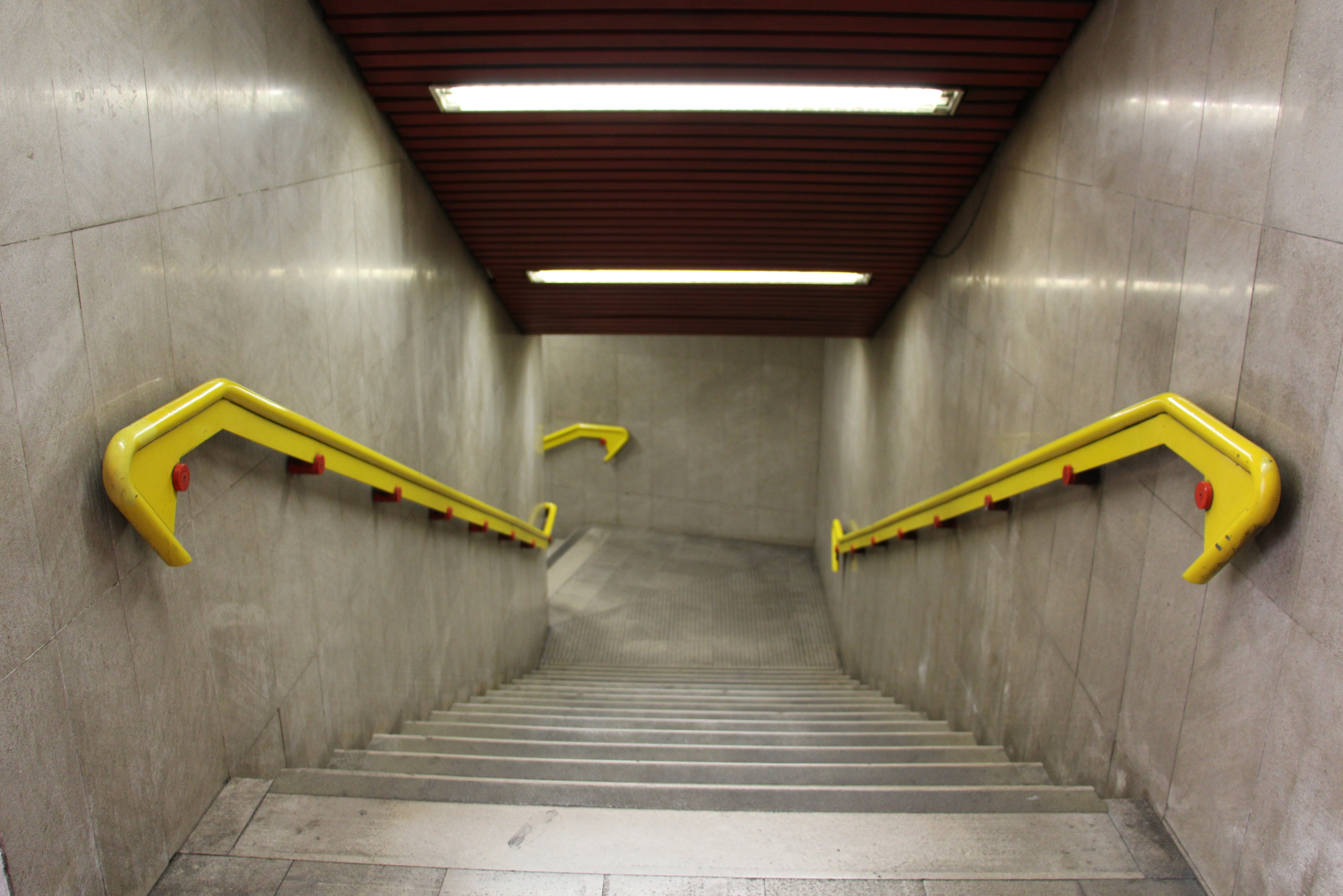
Een van de trappen tussen verdeelhal en perrons
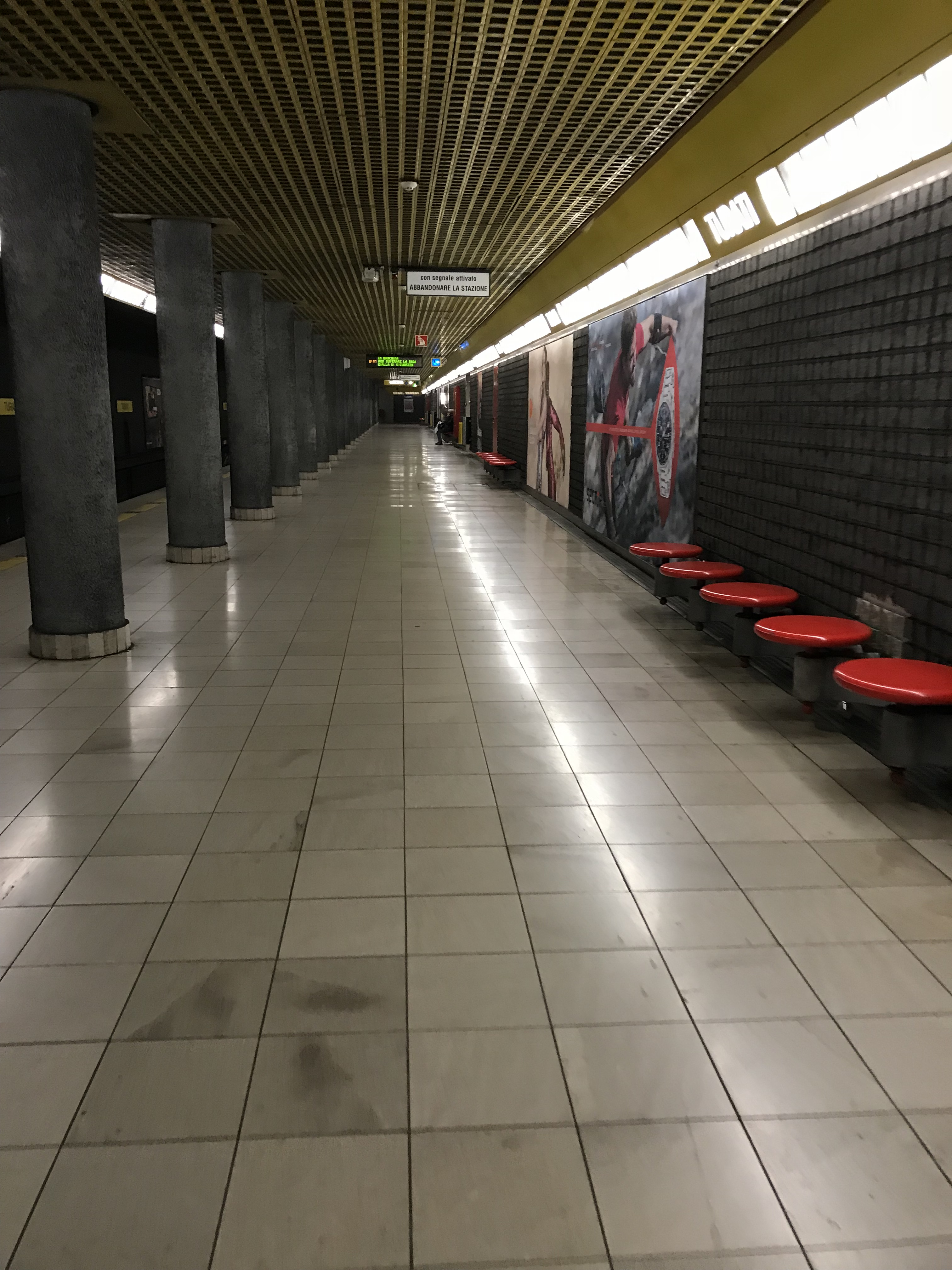
Het perron met zitjes voor wachtenden